# Col de Chellata
Le col de Chellata (Tizi n Tgiǧut en kabyle) est un col de montagne situé dans le Nord de l'Algérie, à une altitude de 1 450 mètres.

## Situation
Il est situé à environ 150 km à l'est d'Alger entre les wilayas de Tizi Ouzou et de Béjaïa.

## Histoire
Le 28 mai 1857, une colonne expéditionnaire est formée sous les ordres du général de division Maissiat, qui gravit les pentes abruptes du Djurdjura et reçoit l'ordre de traverser le col de Chellata et de s'emparer des hauteurs dominantes occupées par l'ennemi. Le 1er bataillon du 71e régiment d'infanterie ayant pour mission de tourner le pic de Tizibert enlève les positions.
Pendant la guerre d'Algérie, le général Challe installait son poste de commandement le PC Artois de l'opération Jumelles au col de Chellata, pour suivre quotidiennement les opérations militaires sur le terrain.